# ヴィ・ド・フランス
株式会社ヴィ・ド・フランス（VIE DE FRANCE）は、東京都江戸川区に本社を置く、ベーカリー・カフェの運営やパン生地の卸売を行っている日本の企業。山崎製パンの完全子会社である。

## 概要
1983年（昭和58年）に山崎製パンが、フランスの製粉メーカーであるグラン・ムーラン・ド・パリ社と技術導入提携を行い、同社の事業部のひとつとしてスタートした。ベーカリーショップにカフェスペースを併設したイートイン形式のチェーン店を展開し、フランチャイズ店を含めて2008年（平成20年）には日本国内で200店舗を越えている。全国のベーカリーショップやレストラン、企業の社員食堂、学校・病院の給食施設などにパン用冷凍生地の販売も行っている。
2001年（平成13年）には山崎製パンから分社し、株式の100％を同社が保有する完全子会社となった。この前後から従来とは異なる種類の店舗ブランドの展開も行なっている。
上記の関係から、同社が行っている「春のパンまつり」に「春のプレゼントセール」という名称で毎年参加している。ただしポイントを集める形ではなく、500円以上購入ごとにもらえる券を5枚集めて商品と交換するという形になっている。なお、もらえる商品は同社のものと同じである。
2011年からはプレゼントセールの仕組みが変わり、A～D賞の中から選択し抽選する仕組みになった。その中で同社と同じ商品（皿）はD賞に設定されており、ペアでもらえるようになっていた。
ブランドの名称の由来はフランス語だが、日本語に直訳すると「フランス（自体）の人生」となるため、意味が通じない。公式ホームページではVie De Franceは「フランスの生活」のことであるとしている。

### 店舗ブランド
- ヴィ・ド・フランス
- ヴィ・ド・フランス エクスプレス（主に駅構内に入居している小型店舗）
- ヴィ・ド・フランス カフェ
- デリフランス（fr:Délifrance）
- サンブーランジュリ
- デリ&ルー
- サンルヴァン

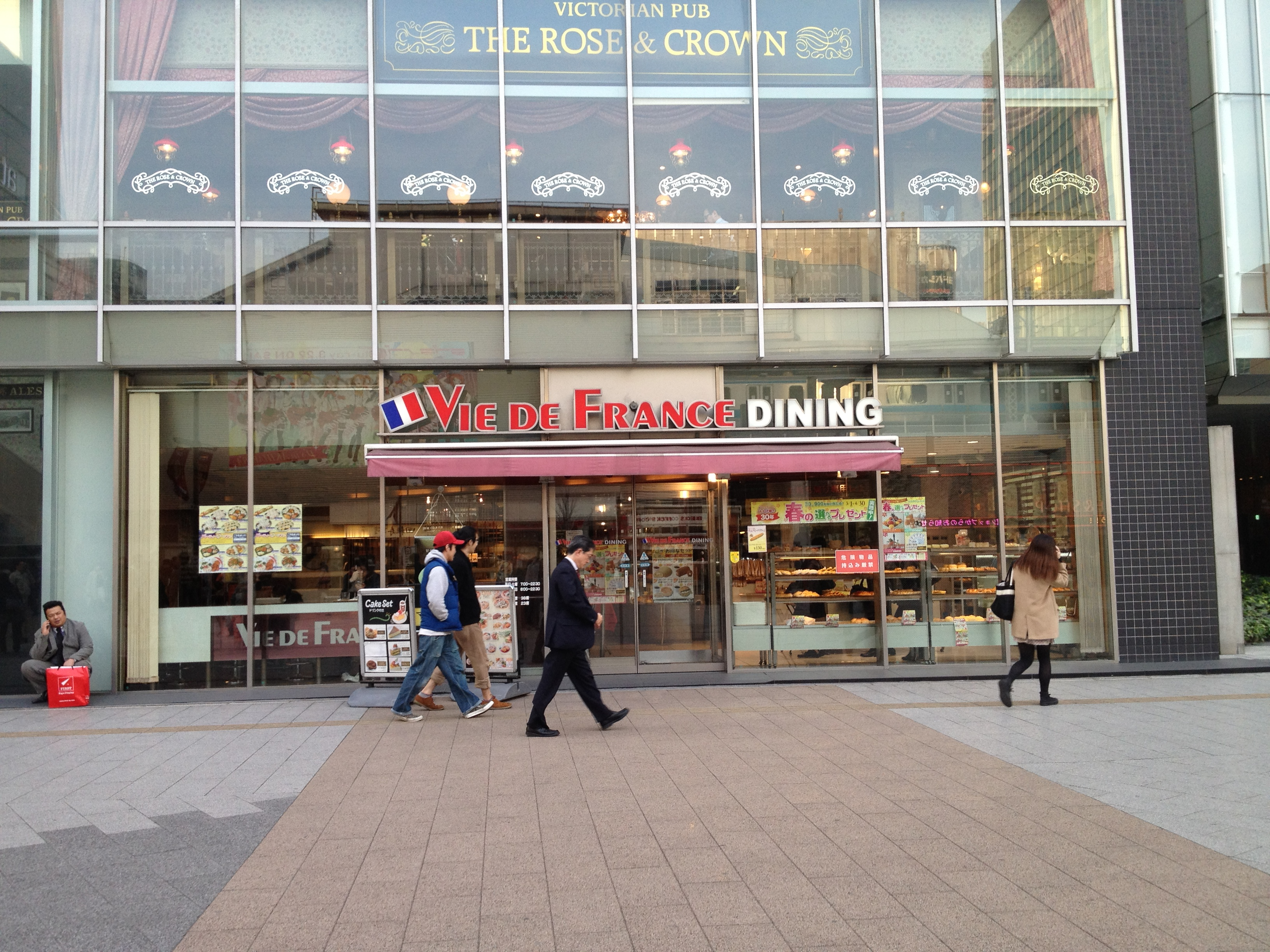
ヴィ・ド・フランス・ダイニング 秋葉原店
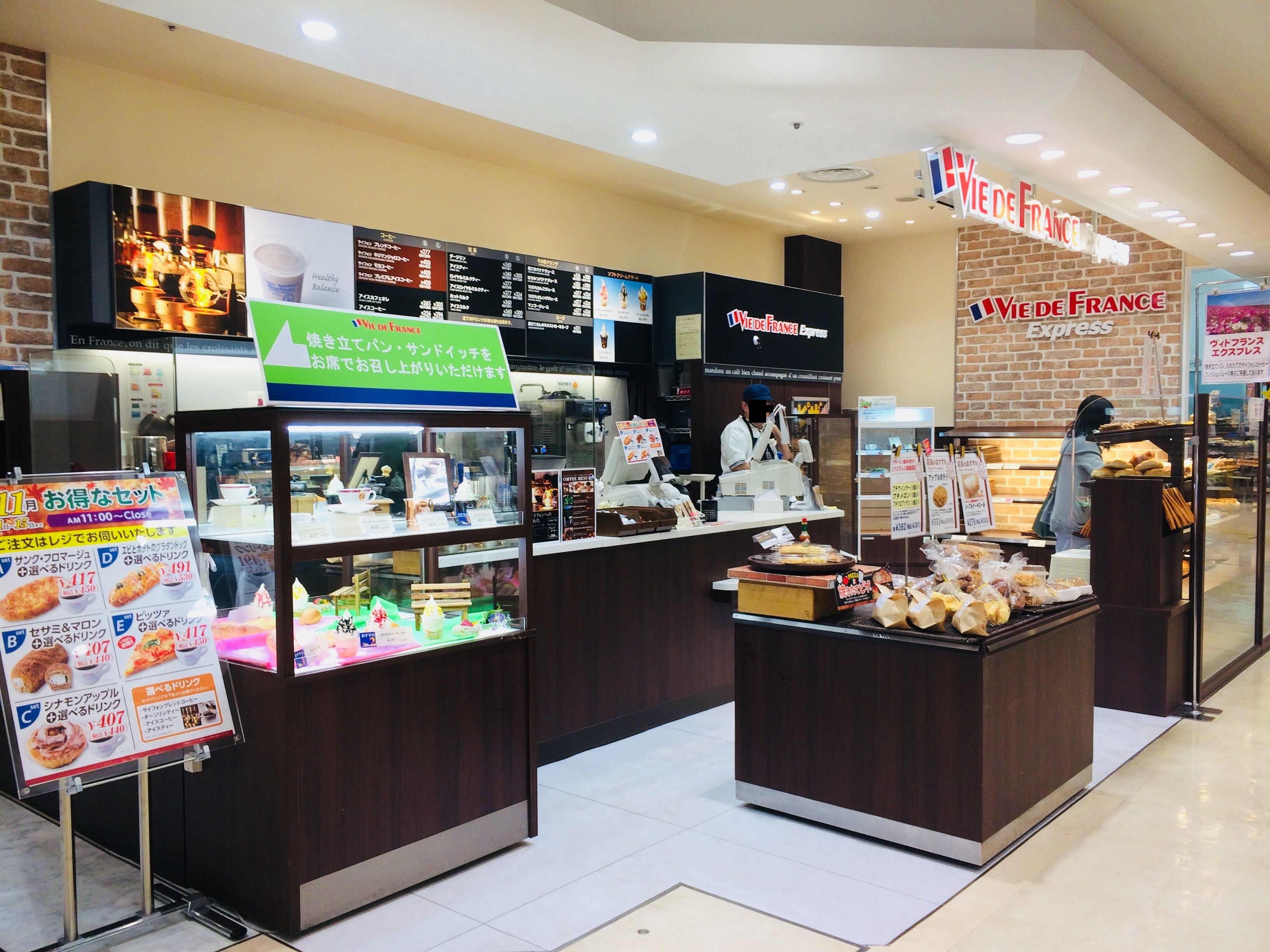
ヴィ・ド・フランス エクスプレス 長岡店
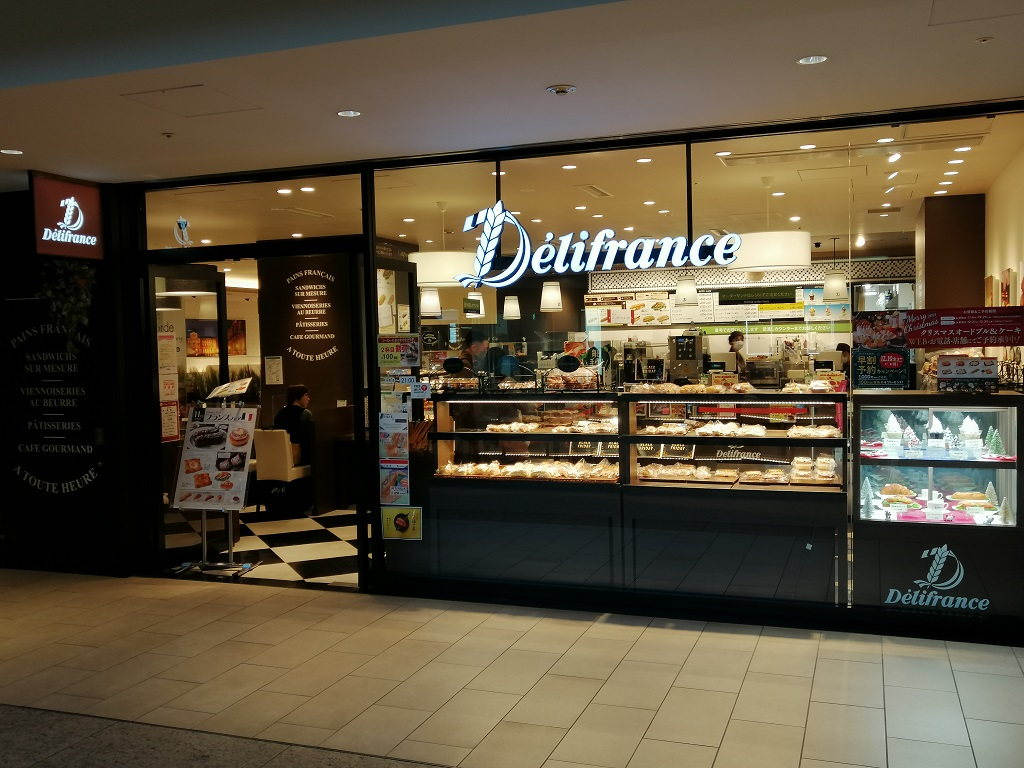
デリフランス 名古屋JP店

## 関連会社
同じく山崎製パンの子会社Vie de France Yamazaki, Inc.はアメリカで同様の事業展開を、また日本国内でもヴイ・ディー・エフ・サンロイヤルが同様のベーカリーカフェ事業などを行なっている。

## 不祥事・労働問題
- 2015年3月 - 東北営業所の男性所長（54歳）が2015年3月に自殺。2016年2月、仙台労働基準監督署が、過労によるうつ病が原因として労災認定。労働基準監督署はうつ病を2015年2月に発症したと認定。その前1カ月の残業は152時間に上るなど、半年近くにわたり月100時間を超す残業をしていたほか、2014年10月からうつ病発症までの約130日間の休日が2日だった[3]。